# Atlixco
Atlixco – miasto w Meksyku, w stanie Puebla, położone w bliskim sąsiedztwie wulkanu Popocatépetl. Znajduje się na wysokości 1830 m n.p.m.; klimat umiarkowany i ciepły, latem wilgotny i deszczowy. W okolicy rozwija się rolnictwo, które w coraz większym stopniu pochłania tereny leśne.

## Historia
Atlixco zostało założone w 1579 roku przez konkwistadorów jako Villa de Carrión. 14 lutego 1843 r. prezydent generał Nicolás Bravo docenił wkład miejscowości w walce podczas wojny o niepodległość Meksyku (1810–21) i ogłosił ją miastem pod nazwą Atlixco.  4 maja 1862 r., dzień przed Bitwą pod Pueblą, mieszkańcy Atlixco stawiali opór wojskom konserwatywnym (składającym się z Meksykanów, wspierających stronę francuską konfliktu), co miało bardzo istotny wpływ na późniejszą wygraną podczas bitwy pod Pueblą. To historyczne wydarzenie jest nazwane Bitwa pod Atlixco.